# IAI Kfir
Das Militärflugzeug IAI Kfir (hebräisch: כפיר; dt.: junger Löwe) wurde in Israel auf Basis der französischen Dassault Mirage 5 bzw. ihres israelischen Nachbaus IAI Nescher gebaut. In den USA wurde die Maschine unter der Bezeichnung F-21A „Lion“ eingesetzt.

## Geschichte und Konstruktion
Israel war es in der zweiten Hälfte der 1960er-Jahre wegen eines Waffenembargos verwehrt, seinen Flugzeugbestand durch Zukauf zu modernisieren. Da aus früheren Beschaffungen ein Bestand an Mirage-Kampfflugzeugen verfügbar war, wurden diese zum Vorbild genommen und für einen Nachbau mit verfügbaren Triebwerksmustern angepasst. Dazu besorgte angeblich der israelische Geheimdienst illegal aus der Schweiz technische Dokumentationen über das Flugzeug und das Atar-9C-Triebwerk. Nach Aussagen des US-amerikanischen Flugzeugkonstrukteurs Gene Salvay ist jedoch ein direkter Nachbau der Mirage 5 unter Hilfe der Konzerne Rockwell und General Electric wahrscheinlicher. Die ersten gebauten Muster wurden in Israel als Ra’am („Donner“) A bezeichnet. Der Erstflug erfolgte im September 1969; ab Mai 1971 wurde die Maschine als IAI Nescher in Dienst gestellt und ab 1973 im Jom-Kippur-Krieg eingesetzt. Es war praktisch eine Kopie der Mirage 5 mit einigen inländischen Elektronikkomponenten. Ab 1978 wurde die Maschine ausgemustert und ein großer Teil der ursprünglichen 61 Maschinen als Dagger an Argentinien verkauft, wo sie (unter hohen Verlusten) im Falklandkrieg zum Einsatz kamen. Die Maschinen wurden später modernisiert und Finger genannt.
Die erste Kfir entstand als Umbau der Mirage IIIB (dessen Prototyp anfangs als Technolog bezeichnet wurde) für das US-amerikanische General Electric J79-GE-17-Triebwerk. Es war kürzer und schmaler, dafür aber schwerer und erzeugte mehr Abwärme, was zusätzliche Kühlmaßnahmen notwendig machte. Dadurch musste der Rumpf neu konstruiert, das Lufteinlasssystem überarbeitet und das Fahrwerk verstärkt werden. Hinzu kamen ein charakteristischer zusätzlicher Lufteinlauf in der Seitenleitwerksflosse sowie Canardflügel hinter den vorderen Lufteinläufen. In Südafrika entstand auf einem ähnlichen Weg die Atlas Cheetah. Der Erstflug des Erprobungsflugzeuges erfolgte am 21. September 1970 mit Testpilot Daniel Shapira an Bord.
Der Kfir C.2 folgten einige Varianten, so die zweisitzige Trainerversion Kfir-TC2, die am 28. September 1980 ihren Erstflug hatte, und der Aufklärer RC2, von dem jedoch nur zwei Exemplare gebaut wurden. Von der späteren Serie wurden inklusive Trainingsversionen 185 Flugzeuge gebaut; einige davon wurden exportiert: nach Ecuador (ab 1980 zwölf Maschinen), Kolumbien (ab 1989 zwölf C7), Sri Lanka (ab 1996 vierzehn Maschinen) und in die USA (25 Maschinen von 1985 bis 1989 als F-21A „Lion“ zu Trainingszwecken geleast).
IAI gab Anfang Oktober 2013 bekannt, dass die Firma mit zwei Luftstreitkräften in fortgeschrittenen Verhandlungen ist, die sich für eine Block 60 genannte, modernisierte Version der Kfir interessieren. Die Maschine ist mit einem neuen Radar des Typs EL/M-2032 der israelischen Firma Elta ausgestattet.

## Varianten
Kfir C.1Die spätere Serienversion verfügte über zusätzliche Modifikationen (kleine Lufteinläufe am Heck zur Triebwerkskühlung) und wurde unter Projektnamen Ra’am B entwickelt. Der erste Prototyp flog am 4. Juni 1973 zum ersten Mal, das erste echte Serienflugzeug der nun als Kfir-C1 bezeichneten Maschine folgte am 4. April 1975. Diese wurde noch im April 1975 an die IAF ausgeliefert.
Kfir C.2Nach weiteren 26 Exemplaren begann ab 1977 die Indienststellung einer neuen Variante unter der Serienbezeichnung Kfir-C2. Die zweite Serie zeichnete sich durch höhere Wendigkeit, verbesserte Langsamflugeigenschaften und verkürzte Start- und Landestrecken aus. Dies wurde durch feste Canards, Nasenkanten am Rumpfbug und Sägezahnvorderkanten der Deltaflügel erreicht. Zusätzlich wurde nun eine verbesserte und vollständig aus Israel stammende Avionik (beispielsweise Elta EL/M-2001-Radar und Head-up-Display) eingebaut.
Kfir C.7Verbesserte C.2 mit stärkerem Triebwerk mit 4,4 kN mehr Schub, zwei zusätzlichen Pylonen unter den Lufteinlässen, verbesserte Avionik mit HOTAS und einem MFD im Cockpit.
Kfir TC.2Doppelsitzervariante der C.2 mit verlängertem Rumpf ab 1980
F-21A „Lion“
Von 1985 bis 1989 leasten die USA 25 der 27 gebauten C.1. Davon waren 12 Maschinen bei der US Navy und 13 beim US Marine Corps unter der Bezeichnung F-21A Lion im Einsatz. Sie dienten im Luftkampftraining zur Darstellung feindlicher Flugzeuge. Seit 2002 wird die Maschine von der privaten US-amerikanischen Firma Airborne Tactical Advantage Company (ATAC) zur Ausbildung von US-Piloten genutzt.
Kfir TC.7Doppelsitzervariante der C.7
Kfir C.10Kampfwertgesteigerte Variante für den Export mit Elta-EL/M-2032-Radar und Helmvisier sowie zwei 127×177-mm-MFDs, auch bekannt als Kfir CE und Kfir COA.
Kfir CEInterne Bezeichnung der C.10 für die Luftwaffe von Ecuador.
Kfir COAInterne Bezeichnung der C.10 für die Luftwaffe von Kolumbien.
Kfir RC.2 „Tzniut“
Aufklärervariante mit verlängerter Nase mit Kameras, zwei gebaut.
Kfir 2000Geplante Verbesserung
NammerGeplante Variante der Kfir für den Export unter dem Namen „Nammer“ (dt.: Tiger) mit F404-Triebwerk. Diese 1987 geplante Variante war jedoch wie das ab 1991 angebotene C10-Update letztlich erfolglos. Erst 1995 gelang mit der Kfir 2000 ein gewisser Exporterfolg, bei dem Ecuador ab Ende der 1990er-Jahre sieben seiner Maschinen auf diesen Standard (als Kfir CE bezeichnet) umrüsten ließ. Diese Baureihe kann mit einer Tanksonde auf der rechten Seite in der Luft betankt werden, ist mit einer 30-mm-Zwillingskanone bewaffnet und bietet neun Außenlaststationen für weitere Waffen (z. B. Python-4), Tanks und Bomben. Die maximale Waffenlast beträgt 6,25 Tonnen. Triebwerk, Cockpit und Avionik (z. B. El/M-2032-Radar, neue Bildschirme, Helmvisier) wurden ebenfalls modernisiert.

## Nutzer
Von der späteren Serie wurden inklusive Trainingsversionen 185 Flugzeuge gebaut; einige davon wurden nach Ecuador, Kolumbien und den USA geliefert.
 Israel Israelische Luftwaffe (IAF)
- 202 × Kfir C.1, C.2, C.7, TC.2, TC.7, C.10 (etwa 1995 bei Reserveeinheiten außer Dienst gestellt)

 Ecuador Luftwaffe von Ecuador (Fuerza Aérea Ecuatoriana)
- 18 × (13 × Kfir C.2, 3 × Kfir TC.2 und 2 × Kfir C.10)

 Kolumbien Kolumbianische Luftwaffe (Fuerza Aérea Colombiana)
- 13 × (12 × Kfir C.2 und 1 × Kfir TC.2)

 Sri Lanka Sri Lanka Air Force (SLAF)
- 15 × (10 × Kfir C.2, 4 × Kfir C.7 und 1 × Kfir TC.2)

 Vereinigte Staaten
- U.S. Navy 12 × F-21A „Lion“ (geleast für vier Jahre bis 1989)
- U.S. Marine Corps 13 × F-21A „Lion“ (geleast für vier Jahre bis 1989)

## Technische Daten
| Kenngröße                 | Daten der Kfir C.1/C.2                                                                                            |
| ------------------------- | --- |
| Besatzung                 | 1 |
| Länge                     | 15,65 m |
| Spannweite                | 8,22 m |
| Höhe                      | 4,55 m |
| Flügelfläche (mit Canard) | 34,80 m² |
| Streckung                 | 1,94 |

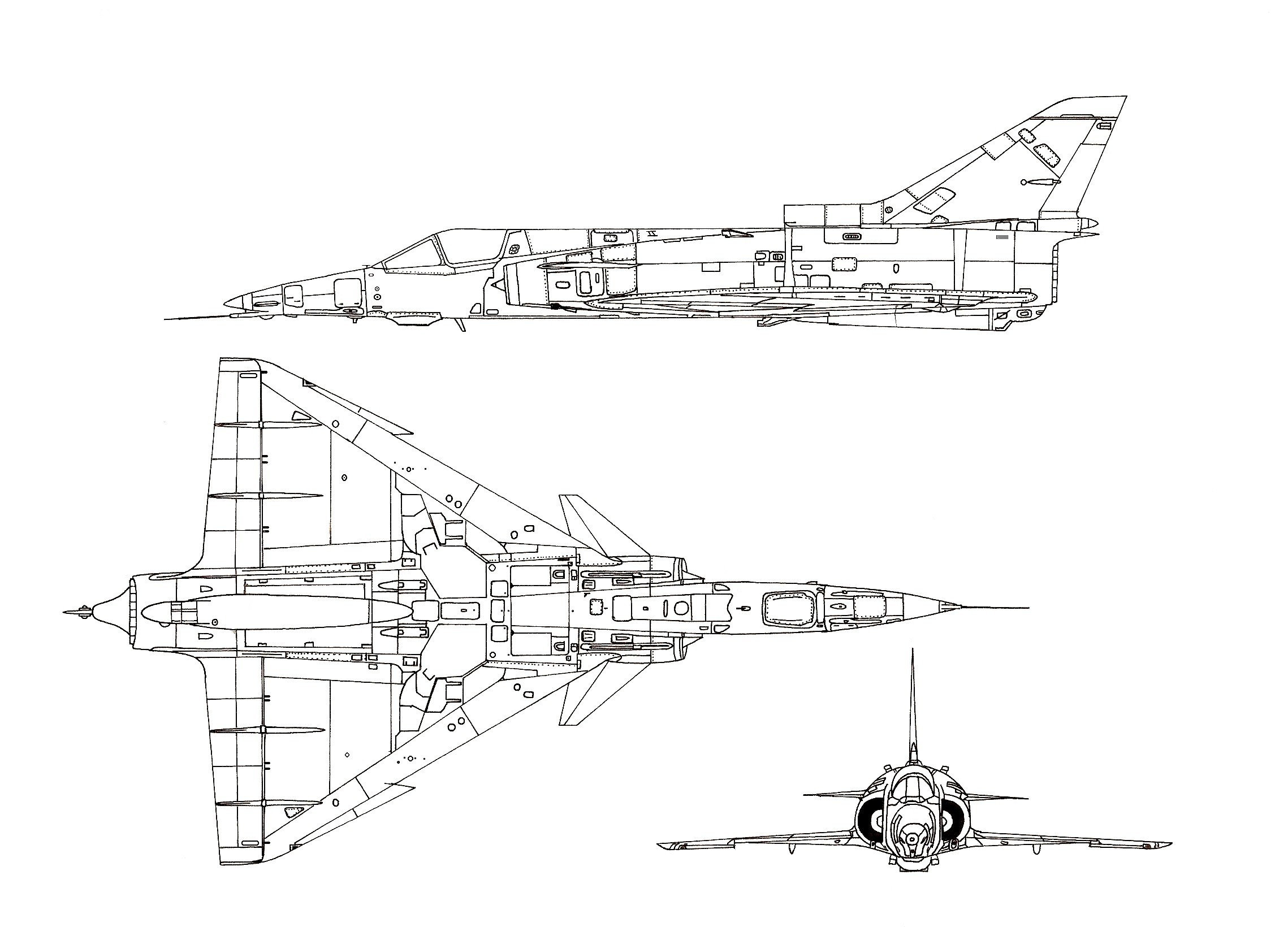
Risszeichnung

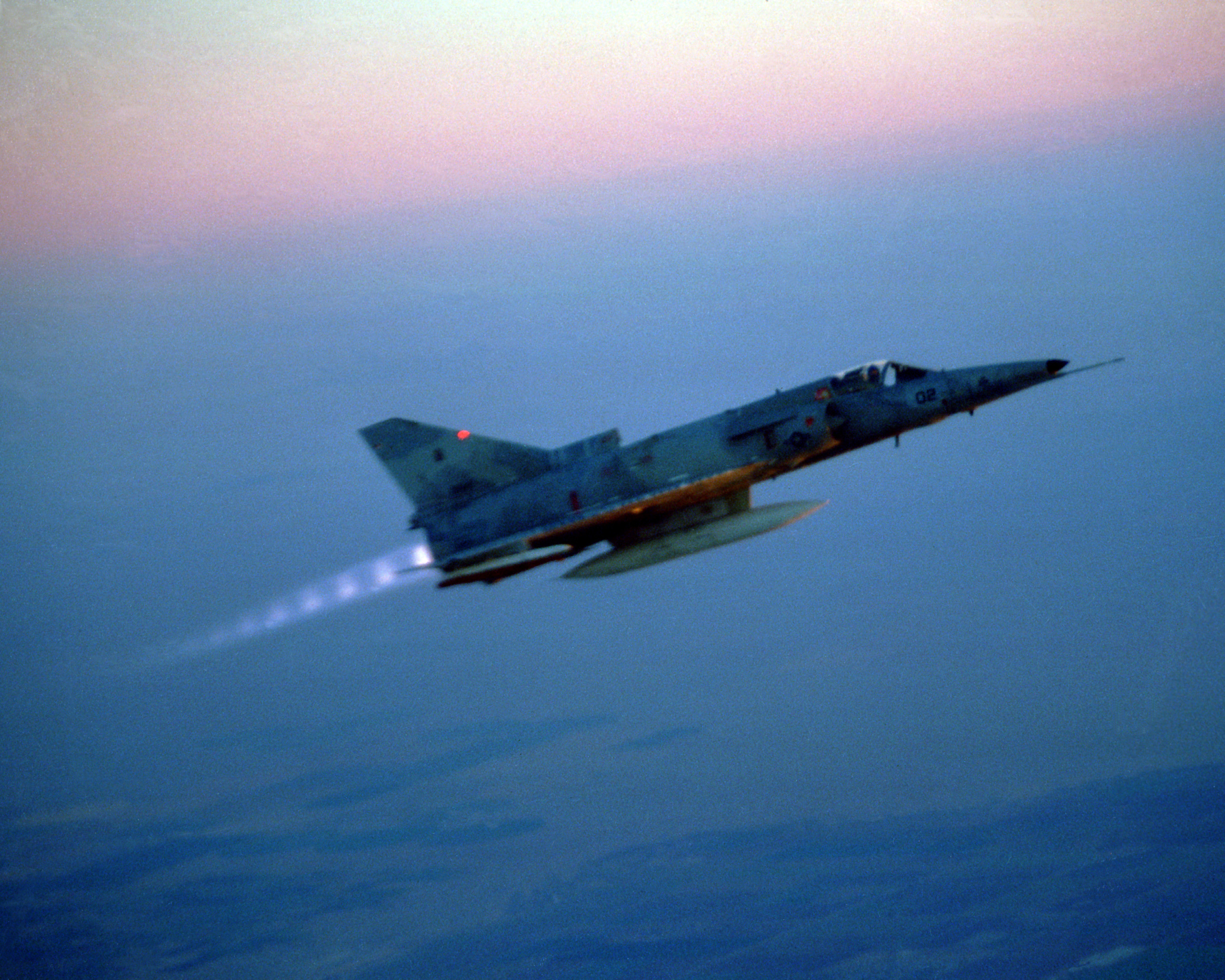
F-21 mit eingeschaltetem Nachbrenner

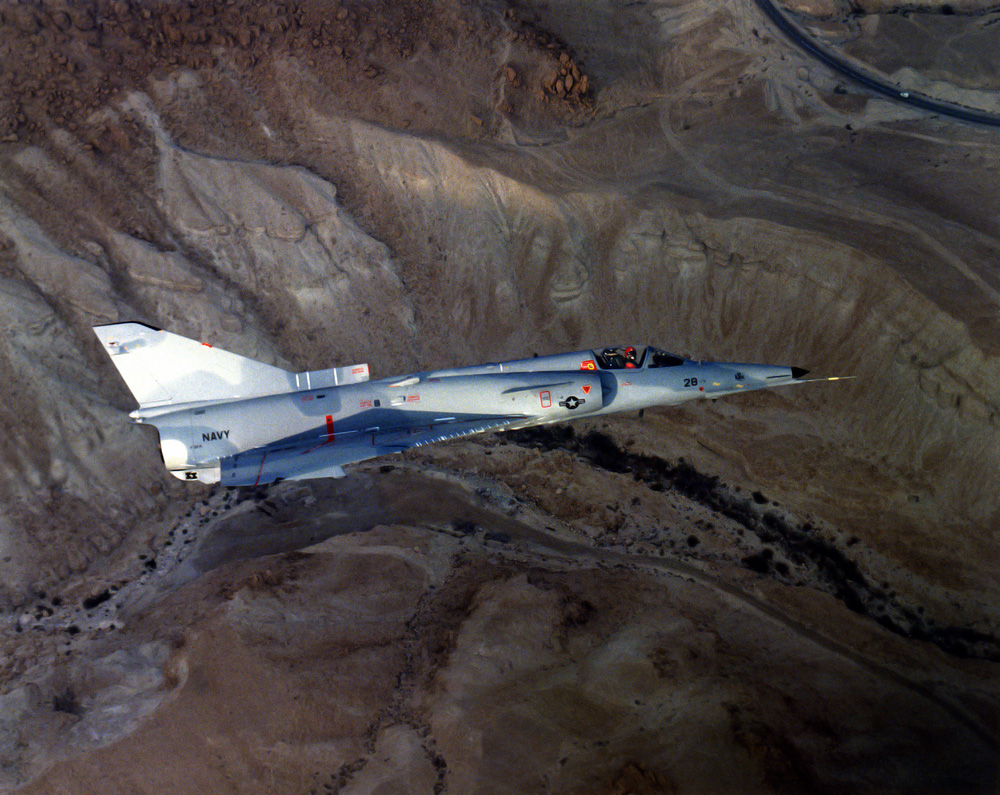
F-21A „Lion“ im Steigflug

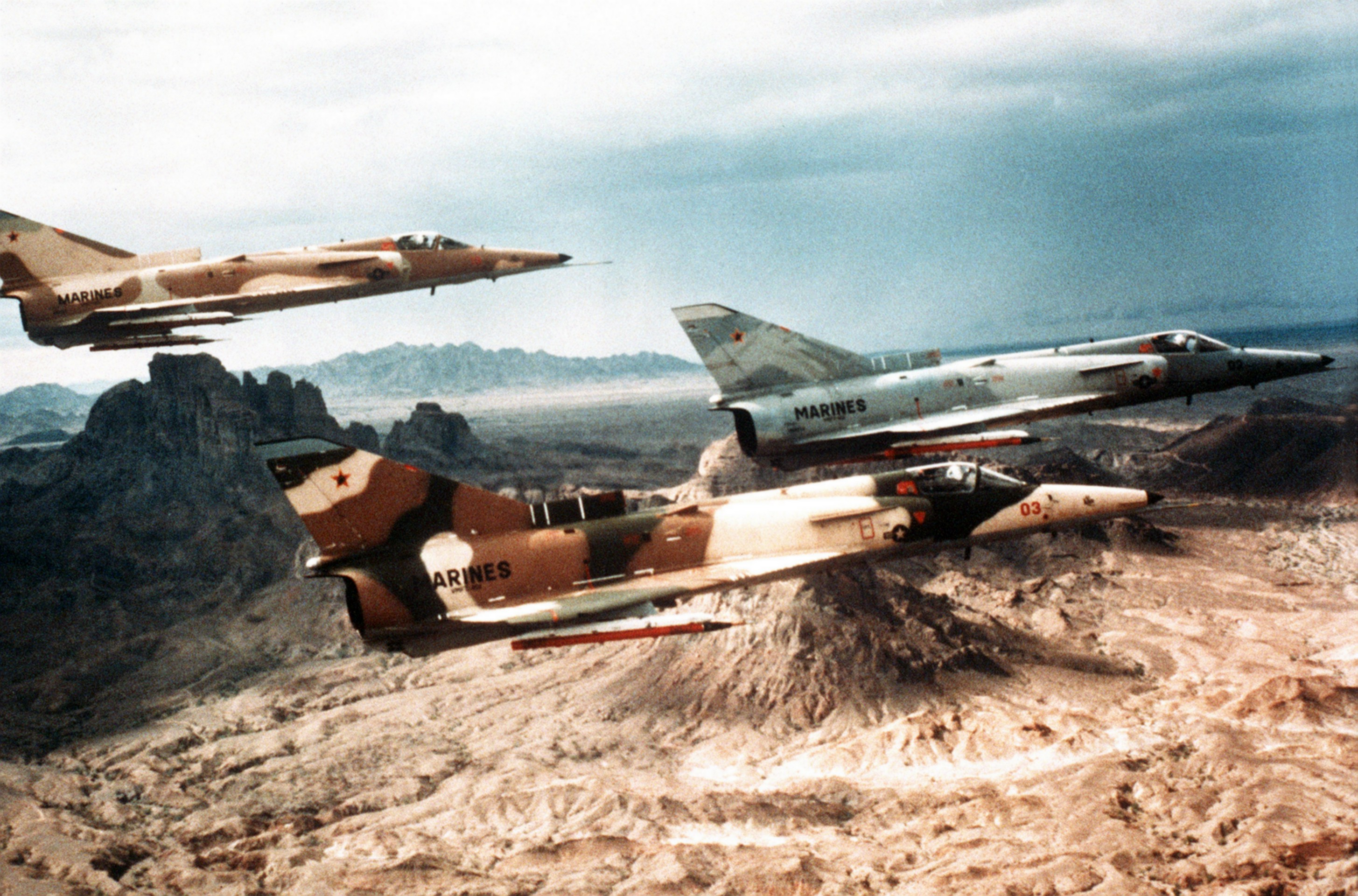
F-21A „Lion“ im Formationsflug

| Tragflächenbelastung      | - minimal (Leermasse): 209 kg/m² - nominal (normale Startmasse): 299 kg/m² - maximal (max. Startmasse): 307 kg/m² |
| Leermasse                 | 7285 kg |
| normale Startmasse        | 10.415 kg |
| max. Startmasse           | 14.670 kg / 16.200 kg                                                                                             |
| Treibstoffkapazität       | 3000 kg |
| Höchstgeschwindigkeit     | - 2440 km/h (auf optimaler Flughöhe) - ca. 1300 km/h (auf Meereshöhe)                                             |
| Landegeschwindigkeit      | 245 km/h |
| Dienstgipfelhöhe          | 17.650 m |
| max. Steigrate            | 238 m/s |
| Einsatzradius             | - ohne Zusatztanks: 700 km - mit Zusatztanks: 1300 km                                                             |
| Startrollstrecke          | 700 m |
| Landerollstrecke          | 450 m |
| Triebwerk                 | ein TL General Electric J79-GE-17A                                                                                |
| Schubkraft                | - mit Nachbrenner: 79,66 kN - ohne Nachbrenner: 52,83 kN                                                          |
| Schub-Gewicht-Verhältnis  | - maximal (Leermasse): 1,11 - nominal (normale Startmasse): 0,78 - minimal (max. Startmasse): 0,55                |

## Bewaffnung
Fest installierte Rohrwaffen

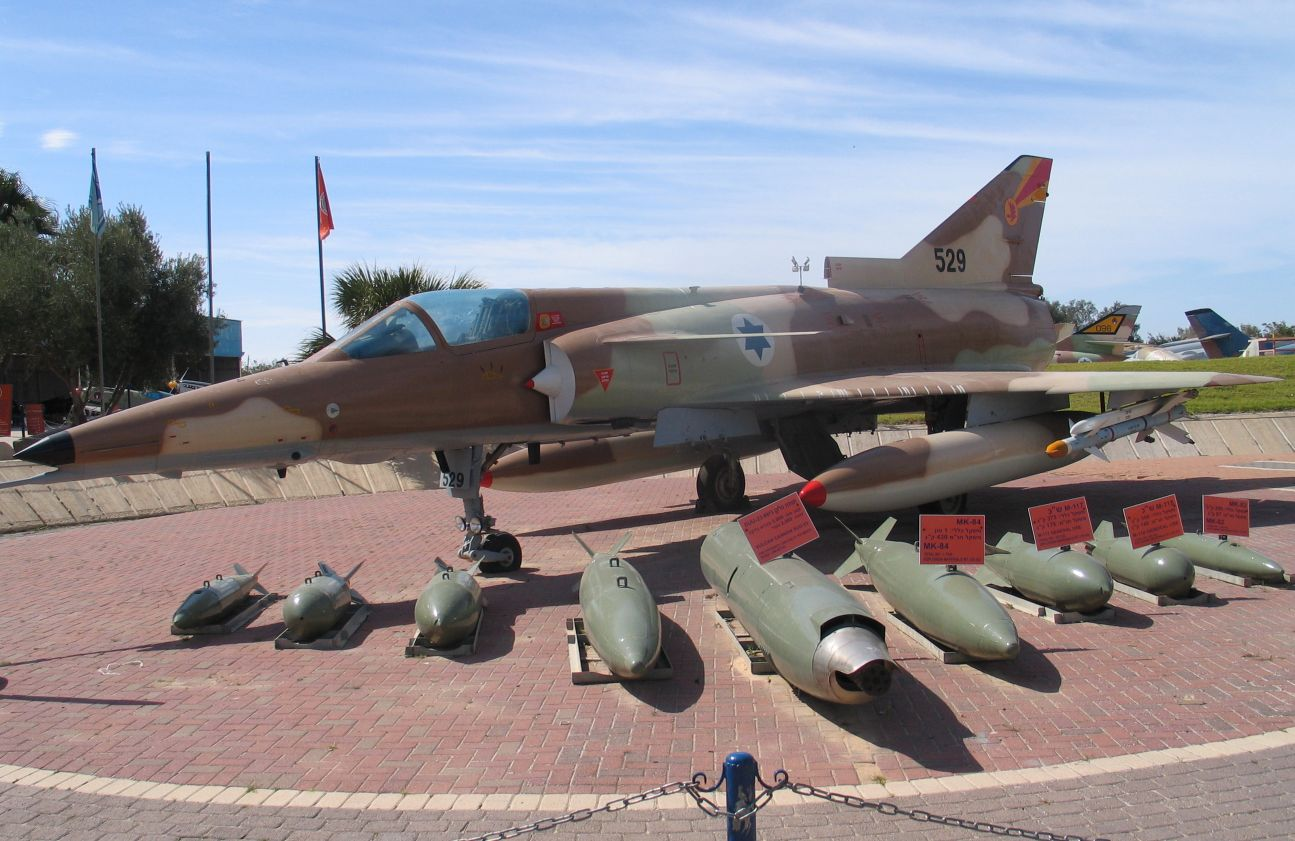
Eine Kfir im Israel Air Force Museum, Chazerim AFB

- 2 × 30-mm-Revolver-Maschinenkanone DEFA 552 mit je 125 Schuss Munition (30-mm-Minenbrand-Granaten)

Kampfmittel bis zu 3.855 kg an neun Außenlaststationen
Luft-Luft-Lenkflugkörper
- 2–4 × LAU-7/A-Startschienen für je 1 × Ford AIM-9P-3/M „Sidewinder“ – infrarotgesteuerter selbstzielsuchender Kurzstrecken-Luft-Luft-Lenkflugkörper
- 2–4 × Startschienen für je 1 × Rafael Shafrir 2 – infrarotgesteuerter selbstzielsuchender Kurzstrecken-Luft-Luft-Lenkflugkörper
- 2–4 × Startschienen für je 1 × Rafael Python-3 – infrarotgesteuerter selbstzielsuchender Kurzstrecken-Luft-Luft-Lenkflugkörper

Luft-Boden-Lenkflugkörper
- 2 × LAU-88A-Dreifachstartschienenträger für je 3 × Raytheon AGM-65A/B „Maverick“ – infrarot- oder tv-gesteuerter Luft-Boden-Lenkflugkörper
- 2–4 × LAU-117/A-Startschienen für je 1 × Raytheon AGM-65A/B „Maverick“ – infrarot- oder tv-gesteuerter Luft-Boden-Lenkflugkörper
- 2 × LAU-118-Starschienen für je 1 × Texas Instruments AGM-45A „Shrike“ – selbstzielsuchender Radarbekämpfungsflugkörper

Ungelenkte Luft-Boden-Raketen
- 4 × Raketen-Rohrstartbehälter SUU-25C/A für je 8 × ungelenkte Mk.24-, Mk.45- oder LUU-2-Beleuchtungsfackel-Raketen
- 4 × Raketen-Rohrstartbehälter MATRA 155 (für je 18 × ungelenkte SNEB-Luft-Boden-Raketen; Kaliber 68 mm)
- 9 × Raketen-Rohrstartbehälter LAU-32/A (für je 19 × ungelenkte FFAR-Luft-Boden-Raketen; Kaliber 70 mm / 2,75 inch)
- 9 × Raketen-Rohrstartbehälter LAU-3/A (für je 7 × ungelenkte FFAR-Luft-Boden-Raketen; Kaliber 70 mm / 2,75 inch)
- 6 × Raketen-Rohrstartbehälter LAU-10D/A (für je 4 × ungelenkte Zuni-Luft-Boden-Rakete, Kaliber 127 mm / 5 inch)

Gelenkte Bomben
- 4 × IAI „Griffin“: lasergelenkte Gleitbombe 227 kg / 500 lb, analog der GBU-12 „Paveway I“
- 4 × IAI „Guilotine“: lasergelenkte Gleitbombe 227 kg / 500 lb, analog der GBU-12B „Paveway III“
- 2 × Rockwell GBU-8 „HOBO“: TV-gelenkte Gleitbombe 1.020 kg / 2.247 lb mit Mk.84-Sprengkörper
- 2 × Rockwell GBU-15: TV-gelenkte Gleitbombe 1.651 kg / 3.640 lb mit Mk.84-Sprengkörper

Ungelenkte Bomben
- 18 × Mark 82 LDGP (227-kg-/500-lb-Freifallbombe)
- 6 × Mark 83 LDGP: 454-kg-/1.000-lb-Freifallbombe
- 4 × Mark 84 LDGP: 907-kg-/2.000-lb-Freifallbombe
- 2 × M118E2 LDGP: 1.361-kg-/3.000-lb-Freifallbombe[4]
- 4 × SAMP T200: 400-kg-Freifallbombe; analog Mk.83
- 15 × Matra BLU-107 „Durandal“: raketengetriebene 219-kg-Anti-Startbahn-Bombe
- 15 × Rafael TAL-1: 250-kg-Streubombe mit 279 Bomblets
- 15 × Rafael TAL-2: 250-kg-Streubombe mit 315 Bomblets

Externe Behälter
- 1 × Kanonenbehälter SUU-23/A (20-mm-Gatling-Kanone GAU-4/M61 mit 1200 Schuss Munition)
- 3 × abwerfbarer Zusatztank für 1.300 Liter Kerosin
- 3 × abwerfbarer Zusatztank für 1.700 Liter Kerosin

## Rettungssysteme
Die Kfir ist mit einem zero-zero-tauglichen Schleudersitz Martin-Baker IL10P ausgerüstet.